# Anna Dyvik
Anna Maria Dyvik est une fondeuse suédoise, née le 31 décembre 1994 à Leksand. Le sprint est sa discipline de prédilection.

## Biographie
Licenciée au IFK Mora SK, elle est active dans des compétitions officielles depuis l'hiver 2010-2011.
Aux Mondiaux junior 2014, elle décroche une médaille de bronze sur le skiathlon et celle d'or au relais.
Elle fait ses débuts en Coupe du monde en février 2016 à Stockholm. En 2015, elle a du faire face à divers problèmes de santé, dont une toux et des maux d'estomac , ce qui a vidé ses réserves d'énergie Pour sa deuxième sélection en décembre de la même année, elle est 14e du dix kilomètres libre de La Clusaz et récolte ses premiers points avant d'être troisième avec ses coéquipières du relais pour son premier podium en Coupe du monde. Elle améliore ce résultat lors de sa sortie suivante en Coupe du monde en se classant neuvième du sprint de Dobbiaco.
Aux Championnats du monde des moins de 23 ans à Soldier Hollow, elle est deux fois titrée, au sprint classique et au dix kilomètres libre. Elle compile ses succès en 2017 avec le gain du classement général de la Coupe de Scandinavie.
En janvier 2018, elle est deux fois cinquième dans des sprints en Coupe du monde (Dresde et Planica), avant de prendre part aux Jeux olympiques d'hiver de 2018, où elle est demi-finaliste du sprint classique (12e). Elle ensuite quatrième du sprint libre de Falun, son meilleur résultat dans la Coupe du monde, la plaçant onzième au classement de la spécialité. La Suédoise égale cette performance en février 2020 lors du sprint classique à Trondheim sur le Ski Tour.
Son frère Karl-Johan est aussi un fondeur de haut niveau.

## Palmarès

### Jeux olympiques d'hiver
| Épreuve / Édition   | Sprint                           | Sprint    | 10 km | 10 km                            | Skiathlon 2 × 7,5 km | 30 km | Relais | Relais   |
| Épreuve / Édition   | libre                            | classique | libre | classique                        | Skiathlon 2 × 7,5 km | 30 km | Sprint | 4 × 5 km |
| JO 2018 Pyeongchang | Épreuve inexistante à cette date | 12e       | —     | Épreuve inexistante à cette date | —                    |       |        |          |

Légende :
- : pas d'épreuve
- — : Non disputée par Dyvik

### Championnats du monde
| Épreuve / Édition   | Sprint | Sprint                           | 10 km                            | 10 km     | Skiathlon 2 × 7,5 km | 30 km | Relais | Relais   |
| Épreuve / Édition   | libre  | classique                        | libre                            | classique | Skiathlon 2 × 7,5 km | 30 km | Sprint | 4 × 5 km |
| Mondiaux 2017 Lahti | 27e    | Épreuve inexistante à cette date | Épreuve inexistante à cette date | -         | -                    | -     | -      | -        |

Légende :
- : pas d'épreuve
- — : Non disputée par Dyvik

### Coupe du monde
- Meilleur classement général : 28e en 2018.
- 1 podium en relais : 1 troisième place.
- Meilleur résultat individuel : 4e.

#### Classements détaillés
| Saison / Épreuve | Saison / Épreuve | Général | Général | Distance | Distance | Sprint | Sprint |
| Saison / Épreuve | Saison / Épreuve | Class.  | Points  | Class.   | Points   | Class. | Points |
| ---------------- | ---------------- | ------- | ------- | -------- | -------- | ------ | ------ |
| 2017             | 2017             | 51e     | 96      | 58e      | 28       | 33e    | 54     |
| 2018             | 2018             | 28e     | 227     | 63e      | 17       | 11e    | 196    |
| 2019             | 2019             | 62e     | 78      | 60e      | 24       | 39e    | 38     |
| 2020             | 2020             | 45e     | 127     | 34e      | 63       | 31e    | 64     |
| 2021             | 2021             | 40e     | 117     | 41e      | 38       | 32e    | 53     |

### Championnats du monde des moins de 23 ans
- Médaille d'or du dix kilomètres libre en 2017 dans l'Utah.
- Médaille d'or du sprint classique en 2017.

### Championnats du monde junior
- Médaille d'or du relais en 2014 à Val di Fiemme.
- Médaille de bronze du skiathlon en 2014.

### Coupe de Scandinavie
- Première du classement général en 2017.
- 6 podiums, dont 3 victoires.

### Championnats de Suède
- Championne sur le sprint classique en 2021.